# 坂東愛彦
坂東 愛彦（ばんどう なるひこ、1944年1月16日 - 2017年12月11日）は日本のジャーナリスト。朝日新聞社常勤顧問。朝日新聞厚生文化事業団理事長。元朝日新聞専務。

## 略歴
- 慶應義塾大学卒業
- 1966年朝日新聞社入社
- 社会部、大阪本社編集局長、取締役、専務取締役などを経て現職。

2002年から常務取締役（総務・労務担当）、2005年から1年間、専務取締役（東京本社代表、出版・事業・環境担当）を務めた。

## 役職
- 財団法人2007年ユニバーサル技能五輪国際大会日本組織委員会評議員

## 人物
- 専務取締役時代、経営合理化を推し進める経済部出身の箱島信一社長と経営路線をめぐり対立した。箱島は週刊朝日の武富士広告費問題の責任を取り、役員報酬減額となった。この発端となった週刊文春の記事は、当時の役員たちの間では、箱島を任期途中で社長辞任に追い込むことを狙った坂東のリークだったとされている[1]（箱島は任期満了で社長退任）。
- 後任の社長人事では三人の専務のうちの一人であり、かつ同じく専務の君和田正夫が箱島とおなじ経済部出身であったことから、坂東が有力候補との説も一部にあったが、社会部は社長になれない「朝日の参議院」（政治部）であることから、常務三席だった政治部出身の秋山耿太郎に抜かれる形で社長の座を逃した。その後、秋山の粛清人事により常勤顧問ならび朝日新聞厚生文化事業団理事長へ左遷となった。
- 部落解放同盟と極めて近しい関係にある。解放同盟が主宰する人権マスコミ懇話会を社会部の本田雅和とともに実質的に仕切った。この際、谷元昭信書記次長から強い働きかけがあったとされている。また、おなじく解放同盟からの強い働きかけにより、人権擁護法案の成立に熱心な立場をとっており、専務時代は紙面の論調にも反映された[2]。